# ボブジョーンズ賞
ボブジョーンズ賞 (Bob Jones Award) は、 ゴルフにおける卓越したスポーツマンシップを称えた米国ゴルフ協会による最高の栄誉賞。 ボビー・ジョーンズにちなんで名付けられた。 

## 受賞者
- 1955年 フランシス・ウィメット
- 1956年 ウィリアム・カマック・キャンベル
- 1957年 ベーブ・ディドリクソン＝ザハリアス
- 1958年 マーガレット・カーチス
- 1959年 Findlay S. Douglas
- 1960年 チック・エバンス（英語版）
- 1961年 ジョー・カー（英語版）
- 1962年 ホートン・スミス
- 1963年 パティー・バーグ
- 1964年 チャールズ・コー（英語版）
- 1965年 グレナ・コレット＝ベア
- 1966年 ゲーリー・プレーヤー
- 1967年 リチャード・タフト（英語版）
- 1968年 ボブ・ディックソン（英語版）
- 1969年 Gerald Micklem
- 1970年 ロベルト・デ・ビセンゾ（英語版）
- 1971年 アーノルド・パーマー
- 1972年 マイケル・ボナラック（英語版）
- 1973年 ジーン・リトラー（英語版）
- 1974年 バイロン・ネルソン
- 1975年 ジャック・ニクラス
- 1976年 ベン・ホーガン
- 1977年 ジョゼフ・デイ（英語版）
- 1978年 ビング・クロスビーとボブ・ホープ
- 1979年 トム・カイト（英語版）
- 1980年 Charlie Yates
- 1981年 ジョアン・カーナー
- 1982年 ビリー・ジョー・パットン（英語版）
- 1983年 Maureen Ruttle Garrett
- 1984年 ジェイ・シーゲル（英語版）
- 1985年 ファジー・ゼラー
- 1986年 ジェス・スウィーツァー（英語版）
- 1987年 トム・ワトソン
- 1988年 Isaac B. Grainger
- 1989年 チチ・ロドリゲス（英語版）
- 1990年 ペギー・カーク・ベル
- 1991年 ベン・クレンショー（英語版）
- 1992年 ジーン・サラゼン
- 1993年 P. J. Boatwright, Jr.
- 1994年 Lewis Oehmig
- 1995年 ハーバート・ワーレン・ウィンド（英語版）
- 1996年 ベッツィー・ロールズ
- 1997年 Fred Brand, Jr.
- 1998年 ナンシー・ロペス
- 1999年 Ed Updegraff
- 2000年 Barbara McIntire
- 2001年 Tom Cousins
- 2002年 ジュディー・ランキン（英語版）
- 2003年 キャロル・センプル（英語版）
- 2004年 ジャック・バーク・ジュニア（英語版）
- 2005年 ニック・プライス
- 2006年 ジェイ・ハース（英語版）
- 2007年 ルイーズ・サグス
- 2008年 ジョージ・H・W・ブッシュ
- 2009年 O. Gordon Brewer, Jr.[1]
- 2010年 ミッキー・ライト[2]
- 2011年 ロレーナ・オチョア
- 2012年 アニカ・ソレンスタム
- 2013年 デービス・ラブ3世
- 2014年 ペイン・スチュワート
- 2015年 Barbara Nicklaus
- 2016年 ジュディー・ベル（英語版）[3]
- 2017年 Bob Ford[4]
- 2018年 デニス・ウォルターズ（英語版）[5]
- 2019年 リー・エルダー（英語版）[6]
- 2020年 朴セリ[7]